# Соліхалл
Соліхалл (англ. Solihull) — є ринковим містом і адміністративним центром більш широкого столичного району Соліхалл в окрузі Західний Мідлендс, Англія. Історично Соліхалл розташований у Ворикширі на річці Блайт у районі Арденського лісу. Сьогодні місто відоме, серед іншого, місцем народження марки автомобілів Land Rover, домом британської команди з кінного спорту та вважається одним із найуспішніших районів Великої Британії.

## Географія
Розташований Соліхалл на південь від центру Англії в районі Арденського лісу на річці Блайт на висоті 127 м, над рівнем моря. Місто та більша частина району входять до Зеленого поясу Вест-Мідлендс.
Через національні дороги або автомагістралі місто розташоване за 12,1 км, на південний схід від Бірмінгема, за 21 км, на захід від Ковентрі, за 29 км, на північний захід від Ворика, за 51 км, на північний схід від Вустера і 180 км, на північний захід від Лондона.

## Історія
Місто сягає корінням у 1-е століття до нашої ери та було офіційно засноване в середньовічній епосі британської історії.

## Населення
Сам Соліхалл переважно міський, більший район має сільський характер, з багатьма віддаленими селами, і три чверті району позначено як зелений пояс.
Згідно з переписом 2011 року в місті проживало 123 187 осіб. За даними перепису 2011 року, у більш широкому районі Солігалла проживало 214 909 осіб.